# Mark Fisher (arquiteto)
Mark Fisher (Warwickshire, 20 de abril de 1947 – Hampstead, 25 de junho de 2013) foi um arquiteto britânico mais conhecido por projetar palcos de turnês. Fisher graduou-se na Architectural Association School of Architecture (AA School), em Londres, em 1971. Entre 1973 e 1977, atuou como professor na AA School. Em 1984, fundou a Fisher Park Partnership ao lado de Jonathan Park. Após a dissolução da empresa em 1994, fundou a Stufish (Mark Fisher Studio).